# Алпатов Вадим Юрійович
Вадим Юрійович Алпатов (нар. 22 квітня 1980) — український футболіст, захисник.

## Життєпис
Вихованець одеського футболу. На аматорському рівні виступав за «Олімпію ФК АЕС», «Портовик-ASCOT» (Одеса), «Ласуня» (Одеса) та «Шахтар» (Луганськ). Також виступав за одеський аматорський футзальний клуб «Лілія».
У професіональному футболі дебютував 27 серпня 2000 року у вищому дивізіоні чемпіонату Росії. У тому матчі команда Алпатова «Локомотив» (Нижній Новгород) поступилася в гостях московському «Спартаку» — 1:3. Вадим вийшов на поле на 67 хвилині, замінивши Олексія Морозова. Всього у складі «Локомотива» у вищому дивізіоні Алпатов зіграв 2 матчі. Наступного року покинув Нижній Новгород по ходу сезону.
Продовжив виступи в аматорській «Ласуні», звідки навесні 2003 року разом з Денисом Єршовим перейшов у першоліговий «Миколаїв». У команді «корабелів» провів рік, зіграв 13 матчів.
У 2004 році грав у чемпіонаті Казахстану в клубі «Окжетпес», але й цю команду залишив по ходу сезону. Того ж року виступав в аматорському чемпіонаті України за одеський «Іван».
Основну частину кар'єри провів в аматорських колективах міста Одеси та Одеської області. Змінив кілька команд, серед яких: «Примор'є», «Тарутино», «Таврія-В».